# Oni (spel)
Oni är ett datorspel och TV-spel från 2001 av Bungie Studios för Microsoft Windows, Playstation 2, Mac OS 9 och Mac OS. Spelet är av typen tredjepersonsskjutare.